# Розенблюм, Герцель

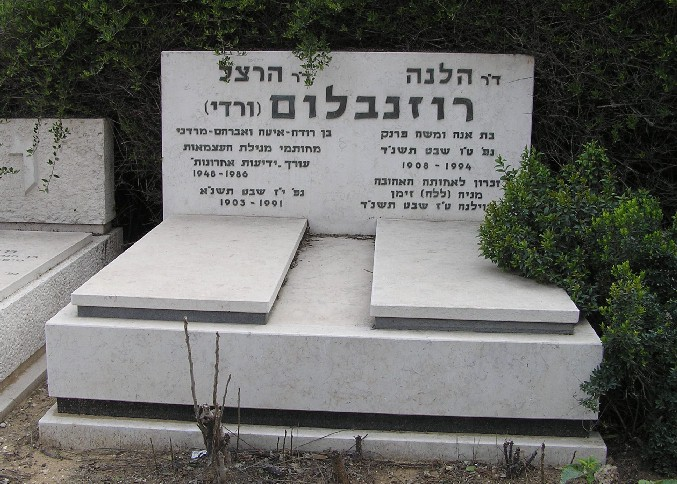
Могила Хелены и Герцля Розенблюм в Тель-Авиве

Нафтали Герцл Розенблюм (ивр. נפתלי הרצל רוזנבלום‎, также известен как Герцл Варди (ивр. הרצל ורדי‎); (14 августа 1903, Ковно, Российская империя — 1 февраля 1991, Тель-Авив, Израиль) — израильский журналист и политик.
Был одним из тех, кто подписал Декларацию независимости Израиля. Более 35 лет проработал главным редактором газеты «Едиот ахронот».

## Биография
Герцл Розенблюм родился 14 августа 1903 года в Ковно (Российская империя, сейчас — Литва) в семье Аврома Мордхе Розенблюма (владельца небольшой фабрики) и Роды-Иты, в девичестве — Левиной.
После обучения в хедере, в 1913 году начал учиться в русской гимназии, вначале в Ковно, а после начала Первой мировой войны — в Витебске. Во время учёбы увлёкся идеями сионизма и стал активным участником движения. В 1921 году, после возвращения в Каунас в уже независимую Литву, будучи председателем еврейской организации учеников, начал кампанию за официальное изучение иврита в гимназии. За это был отстранён от учёбы за месяц до начала выпускных экзаменов. Тем не менее, успешно окончил гимназию, после того, как был допущен к ним в конце экзаменационного периода. К этому времени требование об изучении иврита в гимназии было принято её руководством.
В 1922 году начал работать в качестве секретаря доктора Макса Соловейчика, начальника юридического отдела Министерства по делам евреев Литвы. В 1923 году переехал в Вену для получения высшего образования, где получил степень доктора в области права и экономики. Во время учёбы был активистом сионистских организаций, начал работать как корреспондент газет «Ди идише штиме» (Еврейский голос, Каунас) и «Razsuweite» (Париж).
В 1929 году Розенблюм вернулся в Каунас и, после прохождения экзаменов, начал работать как адвокат, параллельно участвуя в сионистском движении в Литве. В 1930 году он был приглашён работать в политическом секретариате ревизионистской организации в Лондоне, был одним из редакторов журнала ревизионистов на идише «Дер найер вег» (новый путь), затем был помощником лидера ревизионистского сионизма Зеэва Жаботинского.
С 1927 года Розенблюм был делегатом съездов Всемирной сионистской организации (ВСО), с 1939 года — член её исполкома.
В мае 1935 года Розенблюм репатриировался в подмандатную Палестину и в 1936 году начал работать в газете «ха-Бокер», где писал под псевдонимом Герцл Варди.

## После образования Государства Израиль
В 1948 году Розенблюм стал одним из тех, кто подписал Декларацию независимости Израиля. Тогдашний лидер ишува и будущий премьер-министр Израиля Давид Бен-Гурион сказал ему: подписывайся как Варди, а не как Розенблюм, так как он хотел, чтобы среди подписавших было больше ивритских фамилий. Хотя позднее Розенблюм официально поменял свою фамилию на Варди (так, его сына звали Моше Варди), он никогда её не использовал, и позднее говорил, что хотел бы, чтобы под Декларацией стояла фамилия Розенблюм.
В 1949 году Розенблюм стал главным редактором газеты «Едиот Ахронот», после того, как в начале 1948 года Азриэль Карлибах и несколько других журналистов покинули её чтобы создать новую — «Маарив». Он оставался главой и колумнистом газеты до 1986 года, когда «Едиот ахронот» стала наиболее продаваемой газетой в Израиле. Его сын, Моше, также потом работал её главным редактором.
После ухода из газеты Розенблюм написал свои мемуары под названием «Капли из моря» (ивр. טיפות מן הים‎).

## Награды, признание
- 1965—1966: Премия имени Соколова[8]
- Премия им. Зеэва Жаботинского[ивр.] за достижения в области литературы и науки.[9][10]